# Yarragon
Yarragon – miasto w Australii, w stanie Wiktoria.